# Vecteur nucléaire
 (mai 2025).
Si vous disposez d'ouvrages ou d'articles de référence ou si vous connaissez des sites web de qualité traitant du thème abordé ici, merci de compléter l'article en donnant les références utiles à sa vérifiabilité et en les liant à la section « Notes et références ».

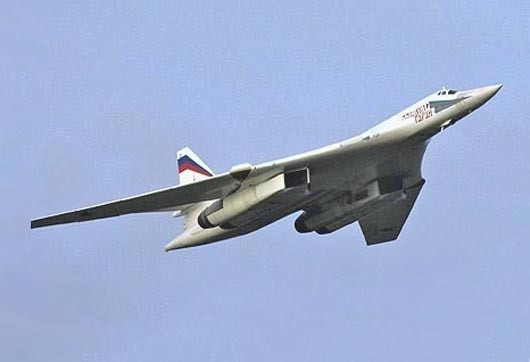
Tupolev Tu-160 de l'armée de l'air russe.

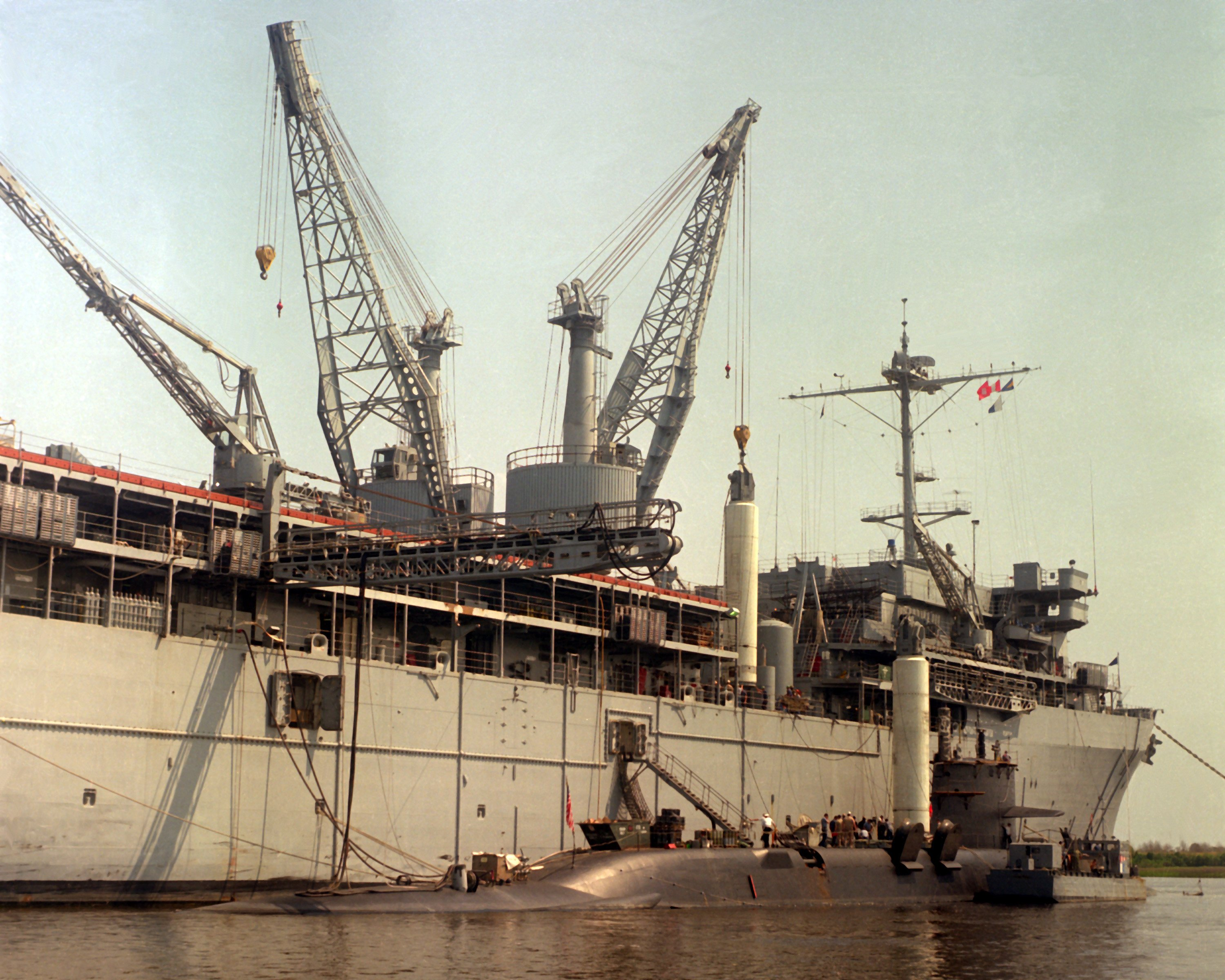
Transbordement de missiles Trident C-4 depuis le ravitailleur de sous-marins USS Simon Lake (AS-33) au SNLE USS Francis Scott Key (SSBN-657) de la en 1981.

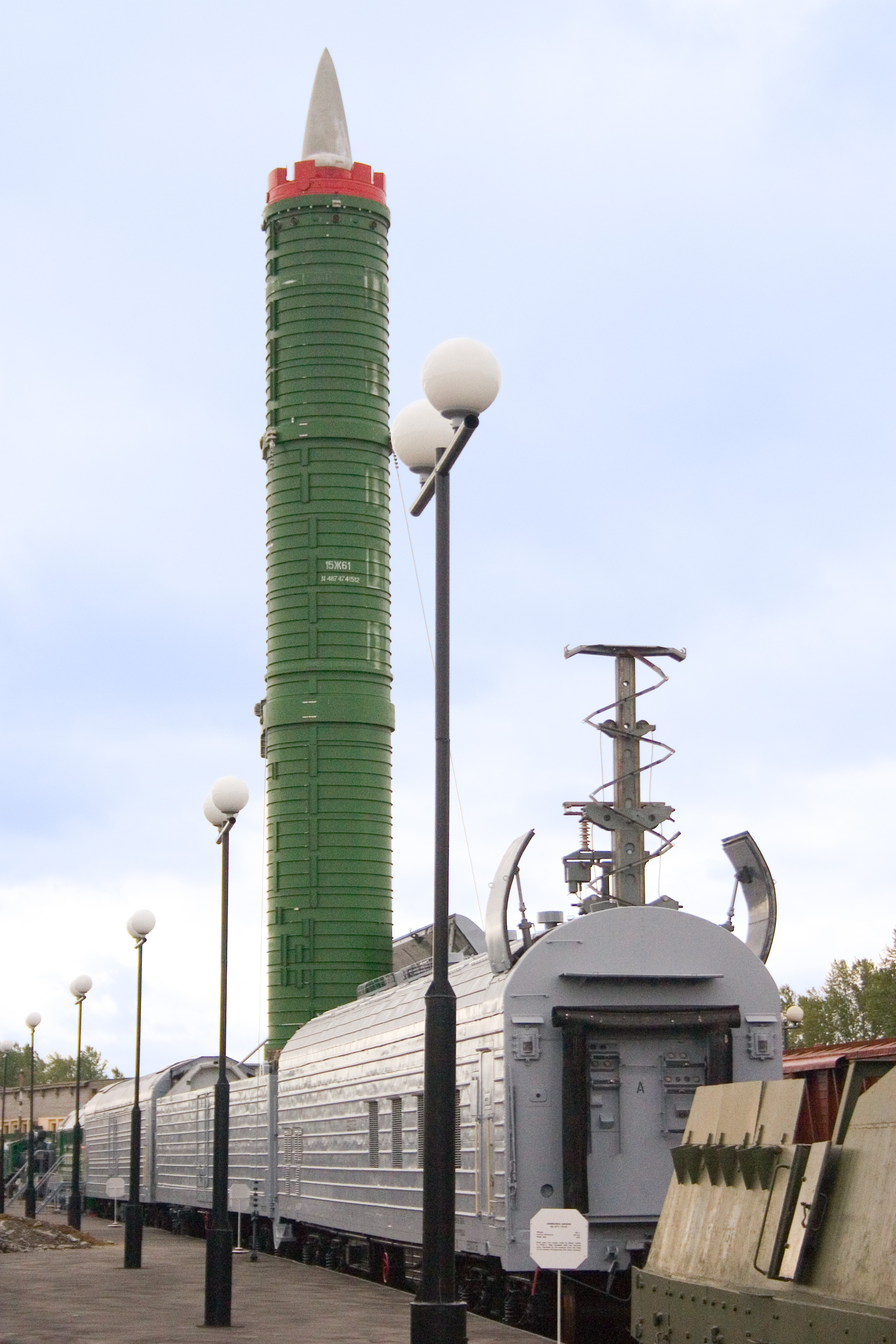
RT-23 Molodets monté sur une plateforme ferroviaire au musée ferroviaire de Saint-Pétersbourg.

Un vecteur nucléaire est un moyen de transport (aéronef, navire, missile, artillerie, etc.) capable de transporter une charge nucléaire au lieu de détonation.

## Description
Concernant les armements nucléaires stratégiques, on parle de triade car on retrouve généralement trois vecteurs (un par composante des forces armées) :
- des bombardiers stratégiques à long rayon d'action (composante aérienne) ;
- des missiles balistiques sol-sol tirés soit de silo à missile, soit de véhicules (composante terrestre) ;
- des missiles balistiques mer-sol tirés dans l'immense majorité des cas depuis un sous-marin nucléaire lanceur d'engins (composante maritime).

| Vecteur                      | Avantages                                                                | Inconvénients                                                                                                   |
| ---------------------------- | ------------------------------------------------------------------------ | --- |
| bombardiers                  | Peut être rappelé en vol, peut changer d'objectif en cours de route      | Plus lent et plus vulnérable aux systèmes de défenses, matériel et personnel beaucoup plus coûteux que missiles |
| missiles balistiques sol-sol | Vitesse et précision importante, faible coût d'entretien                 | Sites de départs connus de longue date, pré-programmation des objectifs                                         |
| SNLE                         | Difficile à détecter, très mobile, peut attaquer de directions imprévues | Programmation des objectifs délicate, puissance et portée limitées                                              |